# مستحلب نووي

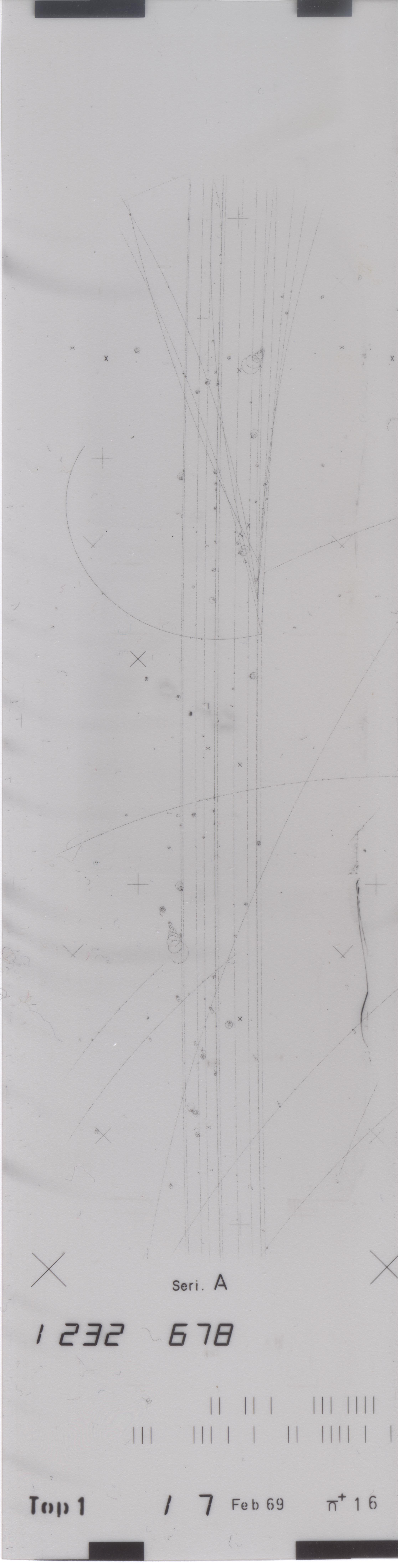
توضيح: تسجيل جسيمات مشحونة في غرفة فقاقيع بمختبر CERN. تسجيلات الألواح الهلامية للجسيمات تكون مشابهة ، ولكن تفحص بواسطة مجهر.

المستحلب النووي  في فيزياء الجسيمات والفيزياء النووية هو لوح فوتوغرافي عليه طبقة سميكة هلامية ذات حبيبات متساوية وموزعة بالتساوي. يعمل مثل عمل غرفة سحابية أو غرفة فقاقيع أو غرفة سلكية حيث يسجل مسار الجسيمات الأولية المشحونة المارة خلال الطبقة الهلامية. وهي عبارة عن ألواح صغيرة مثل الألواح الفوتوغرافية، عليها طبقة هلامية ذات كثافة عالية وتستطيع تسجيل أعدادا متتالية من الجسيمات، بحسب مدة تعريضها للجسيمات. وبعد تعريضها للجسيمات النووية تـُحمض في سائل خاص مثلما يحمض اللوح الفوتوغرافي من أجل إظهار مسارات الجسيمات في طبقته الهلامية (الطبقة الهلامية تكون جافة وليست سائلة وهي سميكة نوعا ما).
كانت تسخدم الألواح الهلامية النووية في أغراض دراسة الجسيمات الأولية المشحونة وكذلك أنوية الذرات، حيث تكون هي الأخرى مشحونة كهربائيا . وكذلك تستخدم تلك الألواح في تسجيل ودراسة الميزوونات فهي أيضا جسيمات مشحونة كهربائيا. بعد تعرض اللوح الهلامي للجسيمات تتم عملية تحميض الطبقة الهلامية لإظهار ما سجل في داخلها من آثار مسارات الجسيمات ؛ وتتم المشاهدة والقياس تحت مجهر. يستطيع الباحث المتخصص تعيين سرعة الجسيمات من مسارها، ومقدار شحنتها، ونوع الشحنة (سالبة أم موجبة) ، وكذلك استنباط أي تفاعل نووي مع جسيم آخر من المادة الهلامية أو غير ذلك. أحيانا يجد الباحث مسارا يبدأ من نقطة ما في وسط الطبقة الهلامية وينتهي فيها أو ربما خارجها، وتفسير ذلك أن شعاع جاما من الخارج قد سقط على الطبقة الهلامية ولا يظهر له مسار لأنه ليس مشحونا، وبعد تفاعله مع أحد ذرات المادة الهلامية ينطلق منها جسيما مشحونا، مثل بروتون أو غير ذلك ؛ ويظهر مسار البروتون في الطبقة الهلامية. ويستطيع المتخصص حساب طاقة شعاع جاما والاتجاه الذي جاء منه وتحديد نوع التفاعل الذي تم.
في عام 1937 اكتشفت الباحثتان الفيزيائيتان ماريتا بلاو وهيرتا فامباخر تحلل نووي في النجوم عن طريق تعريض ألواح هلامية نووية للأشعة الكونية على ارتفاع نحو 2.300 متر فوق سطح البحر. حمل منطاد تلك الألواح وصعد بها إلى هذا الارتفاع، وتعرضت تلك الألواح لجسيمات نتجت من الأشعة الكونية ، وتأتينا تلك الأشعة من النجوم .
كما استخدم الفيزيائي سيسل باول وزملائه الألواح الهلامية النووية عندما اكتشف جسيما مشحونا لم يكن معروفا في ذلك الوقت . كان ذلك في عام 1947 والجسيم المشحون الجديد كان البيون.
وقد نال العالم سيسل باول على هذا الاكتشاف جائزة نوبل للفيزياء في عام 1950.
في الطب وعلم الأحياء تستخدم الألواح الهلامية النووية في التصوير من أجل معرفة أماكن نظائر مشعة في عينات من الخلايا أو الأنسجة الجسمية ؛ هذا يتم على العينات خارج الجسم وليس في الجسم نفسه.
ولا تزال المكشافات الهلامية في عدادات الجسيمات مثلما في تجربة أوبيرا.

## اقرأ أيضا
- ميوون
- تصوير بالميوونات
- عداد جسيمات